# ウォルター・ウェンジャー
ウォルター・ウェンジャー（Walter Wanger、1894年7月11日 - 1968年11月18日）は、アメリカ合衆国の映画プロデューサーである。

## 経歴
カリフォルニア州サンフランシスコ出身。ダートマス大学を卒業した。1939年から1941年、1941年から1945年までの2期にわたり、映画芸術科学アカデミーの会長を務めた。フリッツ・ラングやアルフレッド・ヒッチコック、ジョン・フォード、ラオール・ウォルシュ、フランク・ボーゼージなどの映画作家たちの作品を手がけた。

## フィルモグラフィー

### 長編映画
- ココナッツ The Cocoanuts （1929年）
- 風雲のチャイナ The Bitter Tea of General Yen （1933年）
- 虹の都へ Going Hollywood （1933年）
- クリスチナ女王 Queen Christina （1933年）
- 上海 Shanghai （1935年）
- 夜毎八時に Every Night at Eight （1935年）
- 白い友情 Private Worlds （1935年）
- 丘の一本松 The Trail of the Lonesome Pine （1936年）
- 浪費者 Spendthrift （1936年）
- 月は我が家 The Moon's Our Home （1936年）
- 呪はれた女 Fatal Lady （1936年）
- アメリカの恐怖 Big Brown Eyes （1936年）
- 死刑か無罪か The Case Against Mrs. Ames （1936年）
- 歴史は夜作られる History Is Made at Night （1937年）
- ファッション・タイム Vogues （1937年）
- 身代わり花形 Stand-In （1937年）
- 暗黒街の弾痕 You Only Live Once （1937年）
- 貿易風 Trade Winds （1938年）
- 封鎖線 Blockade （1938年）
- カスパの恋 Algiers （1938年）
- 再会 I Met My Love Again （1938年）
- 駅馬車 Stagecoach （1939年）
- 冬のカーニバル Winter Carnival （1939年）
- 永遠に貴方を Eternally Yours （1939年）
- 果てなき船路 The Long Voyage Home （1940年）
- 海外特派員 Foreign Correspondent （1940年）
- 入江の向うの家 The House Across the Bay （1940年）
- 砂丘の敵 Sundown （1941年）
- 荒鷲戦隊 Eagle Squadron （1942年）
- アラビアン・ナイト Arabian Nights （1942年）
- 緋色の街/スカーレット・ストリート Scarlet Street （1945年）
- インディアン渓谷 Canyon Passage （1946年）
- スマッシュ・アップ Smash-Up: The Story of a Woman （1947年）
- 愛と血の大地 Tap Roots （1948年）
- 扉の陰の秘密 Secret Beyond the Door （1948年）
- ジャンヌ・ダーク Joan of Arc （1948年）
- 無謀な瞬間 The Reckless Moment （1949年）
- タルサ Tulsa （1949年）
- カンサス大平原 Kansas Pacific （1953年）
- 北西騎兵連隊 Fort Vengeance （1953年）
- 第十一号監房の暴動 Riot in Cell Block 11 （1954年）
- 熱砂の女盗賊 The Adventures of Hajji Baba （1954年）
- ボディ・スナッチャー/恐怖の街 Invasion of the Body Snatchers （1956年）
- 私は死にたくない I Want to Live! （1958年）
- クレオパトラ Cleopatra （1963年）

## 受賞
- 1946年 - 第18回アカデミー賞 名誉賞[3]
- 1949年 - 第21回アカデミー賞 名誉賞[4]

## 関連文献
- 蓮實重彦、山田宏一『傷だらけの映画史 ウーファからハリウッドまで』中公文庫、2001年。
- Bernstein, Matthew (1994). Walter Wanger: Hollywood Independent. University of California Press
- Wanger, Walter; Hyams, Joe (2013). My Life with Cleopatra: The Making of a Hollywood Classic. Vintage Books